# أجر الكفاءة

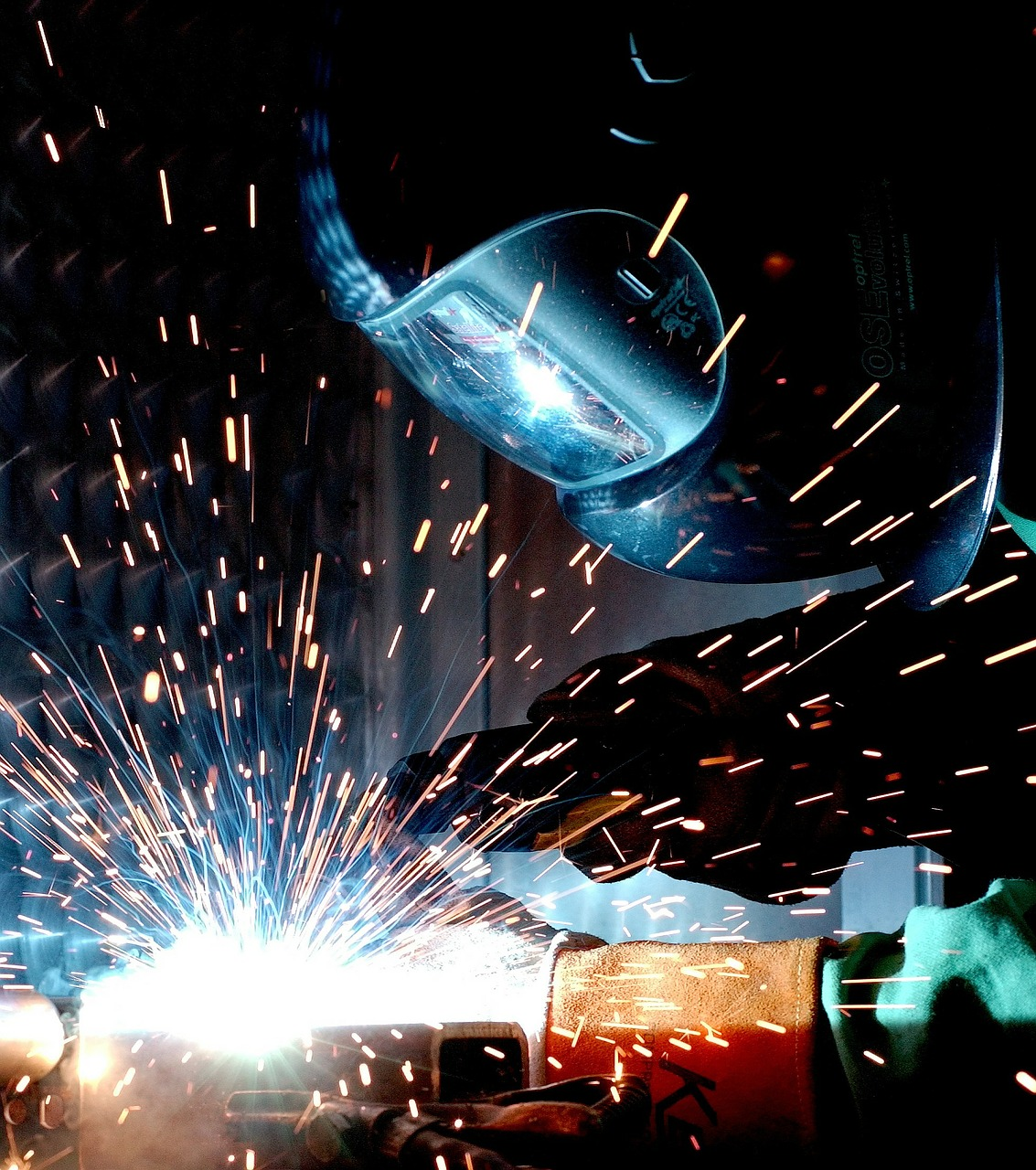

في اقتصاديات العمل، تجادل فرضية أجور الكفاءة (بالإنجليزية: Efficiency wage) بأن الأجور، على الأقل في بعض أسواق العمل، تتشكل بطريقة لا تؤدي إلى تصفية السوق. على وجه التحديد، فإنه يشير إلى الحوافز للمدراء لدفع العاملين لديهم أكثر من تطهير أجور السوق من أجل زيادة قدرتها الإنتاجية أو الكفاءة، أو تقليل التكاليف المرتبطة بدوران الموظفين، في الصناعات التي تستبدل تكاليف ارتفاع اليد العاملة. قد تؤدي زيادة إنتاجية العمل أو انخفاض التكاليف إلى دفع أجور أعلى.
نظرًا لأن العمال يتقاضون أجوراً أكبر من أجر التوازن، فقد تكون هناك بطالة، لأن معدلات أجور السوق المذكورة أعلاه ستجذب المزيد من العمال. وبالتالي، تقدم أجور الكفاءة تفسيراً لفشل السوق للبطالة، على عكس النظريات التي تؤكد التدخل الحكومي (مثل الحد الأدنى للأجور). ومع ذلك، فإن أجور الكفاءة لا تعني بالضرورة البطالة، ولكن فقط الأسواق التي لم يتم توضيحها وتقنين الوظائف في تلك الأسواق. قد يكون هناك عمالة كاملة في الاقتصاد، ومع ذلك قد تسود أجور الكفاءة في بعض المهن. في هذه الحالة سيكون هناك فائض في العرض لتلك المهن، ولكن بعض المتقدمين لم يتم توظيفهم ويجب عليهم العمل مقابل أجر أقل في مكان آخر.